# Belső-Szolnok

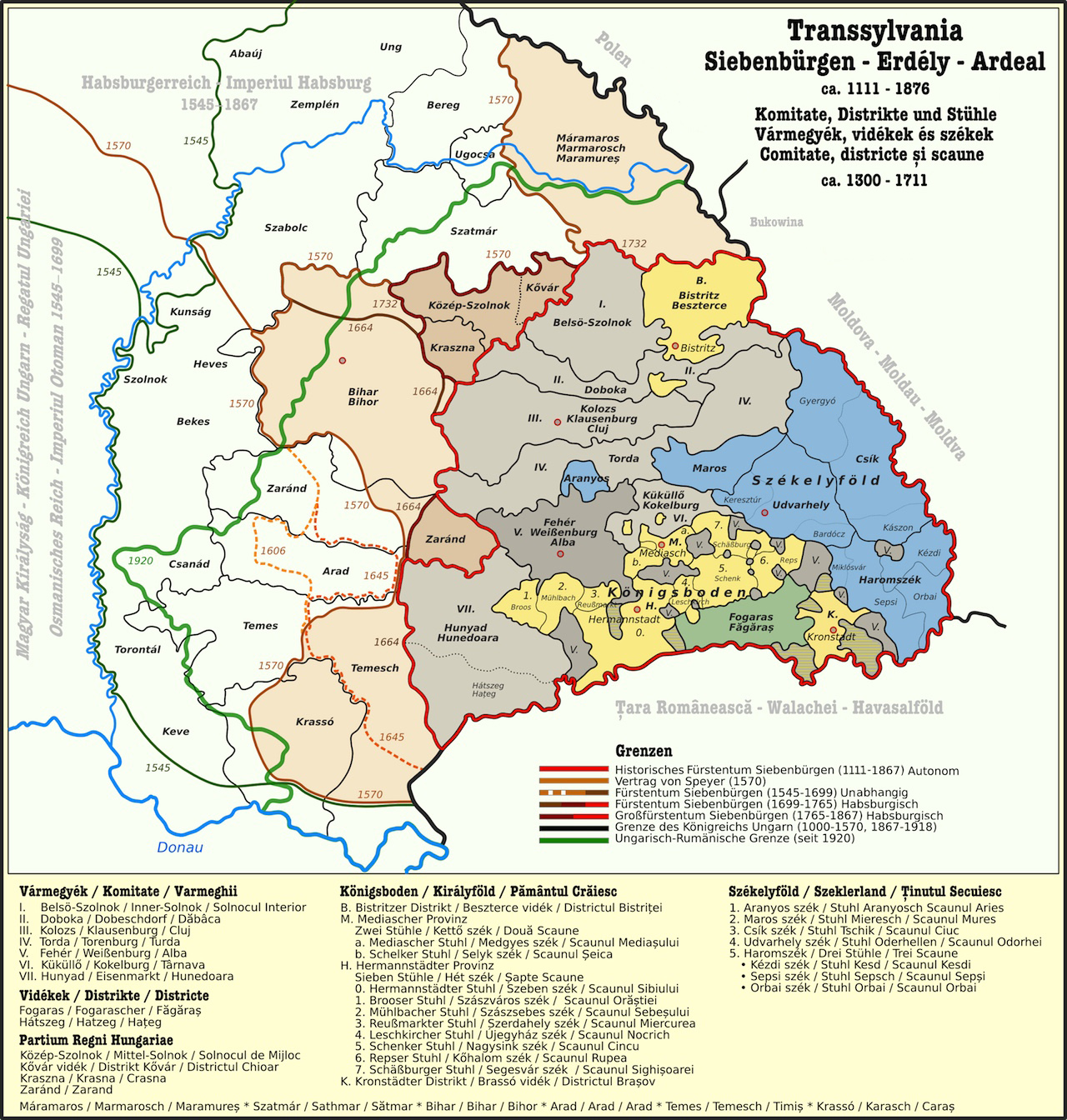
Ligging van het Belső-Szolnok (aangeduid met het Romeinse cijfer I.) binnen Zevenburgen

Belső-Szolnok (Hongaars: Belső-Szolnok vármegye) is een historisch comitaat van het Koninkrijk Hongarije. De naam betekent letterlijk "Binnen-Szolnok" in het Hongaars. Het comitaat ontwikkelde zich als een zelfstandig comitaat los van Külső-Szolnok ("Buiten-Szolnok") en Közép-Szolnok ("Midden-Szolnok") in de loop van de 13e eeuw. De hoofdplaats van het comitaat was het stadje Dés.
Belső-Szolnok maakte deel uit van het (groot)vorstendom Zevenburgen, tot heel Zevenburgen in 1867 integraal deel ging uitmaken van het Koninkrijk Hongarije. Er kwam een einde aan het comitaat door de administratieve hervorming van de comitaten die de regering-Tisza uitvoerde in in 1876. Een groot deel van het comitaat Doboka werd daarbij bij Belső-Szolnok gevoegd, om samen het nieuwe comitaat Szolnok-Doboka te vormen.